# Rock 'n' Roll Music
Rock 'n' Roll Music är ett samlingsalbum (endast utgivet på vinyl) med The Beatles mer "rockiga" låtar.
Albumet gavs ut i juni 1976 och släpptes på tjugoårsdagen sedan John Lennon och Paul McCartney mötte varandra för första gången. Albumet gavs ursprungligen ut som ett dubbelalbum (2 LP skivor), men i oktober 1980 gavs de ut som två separata LP-skivor på skivetiketten MFP (Music For Pleasure).

## Låtlista
Alla sånger är skrivna av Lennon/McCartney där inget annat namn anges.
Sida 1
1. Twist and Shout (Medley/Russell)
2. I Saw Her Standing There
3. You Can't Do That
4. I Wanna Be Your Man
5. I Call Your Name
6. Boys (Dixon/Farrell)
7. Long Tall Sally (Johnson/Penniman/Biackwell)

Sida 2
1. Rock and Roll Music (Berry)
2. Slow Down (Williams)
3. Medley: Kansas City/Hey-Hey-Hey-Hey (Leibet/Stoller)/(Penniman)
4. Money (That's What I Want) (Bradford/Gordy)
5. Bad Boy (Williams)
6. Matchbox (Carl Perkins)
7. Roll Over Beethoven (Berry)

Sida 3
1. Dizzy Miss Lizzy (Williams)
2. Any Time at All
3. Drive My Car
4. Everybody's Trying to Be My Baby (Perkins)
5. The Night Before
6. I'm Down
7. Revolution

Sida 4
1. Back in the U.S.S.R.
2. Helter Skelter
3. Taxman (Harrison)
4. Got to Get You into My Life
5. Hey Bulldog
6. Birthday
7. Get Back

Tid 1:13.45 